# Draga mamei

Draga mamei este o baladă scrisă de George Coșbuc, nepublicată în volum, apărută în 1883 la Năsăud.
A fost publicată la Sibiu în 1886 în volumul 25 al colecției „Biblioteca poporală a TRIBUNEI”, în format 10 x 13, cu 29 de pagini.

## Legături externe
- Poezia Draga mamei la wikisursă